# Château de Dommartin-sur-Vraine
Le château de Dommartin-sur-Vraine est un ancien château fort situé à Dommartin-sur-Vraine.

## Situation
Le château est situé à l'extrémité ouest de Dommartin-sur-Vraine, dans le département des Vosges. Il est juste à côté de l'église Saint-Martin, son ancienne chapelle castrale.

## Histoire
Le château a été reconstruit au début du XVe siècle, il s'agissait d'une enceinte carrée cantonnée de quatre tours circulaires. Au XIXe siècle, il a été réutilisé en grange.
Les vestiges du château de Dommartin-sur-Vraine font l'objet d'une inscription au titre des monuments historiques depuis le 14 avril 2004. Cette protection concerne  les façades et les toitures, y compris la cheminée et l'escalier de logis central, mais à l'exception des adjonctions du XIXe siècle.

## Description
Le front sud-est du château, intégrant le portail et d'importants restes du logis, est en majeure partie conservé. Il en est de même pour la grange du XVe siècle, ainsi que pour le logis en retour sur la cour d'origine XVIe siècle. Si la tour nord-est a disparu, les bases de la tour nord-ouest sont en partie conservées à la charnière du grand corps de ferme du XIXe siècle.

## Galerie d'images

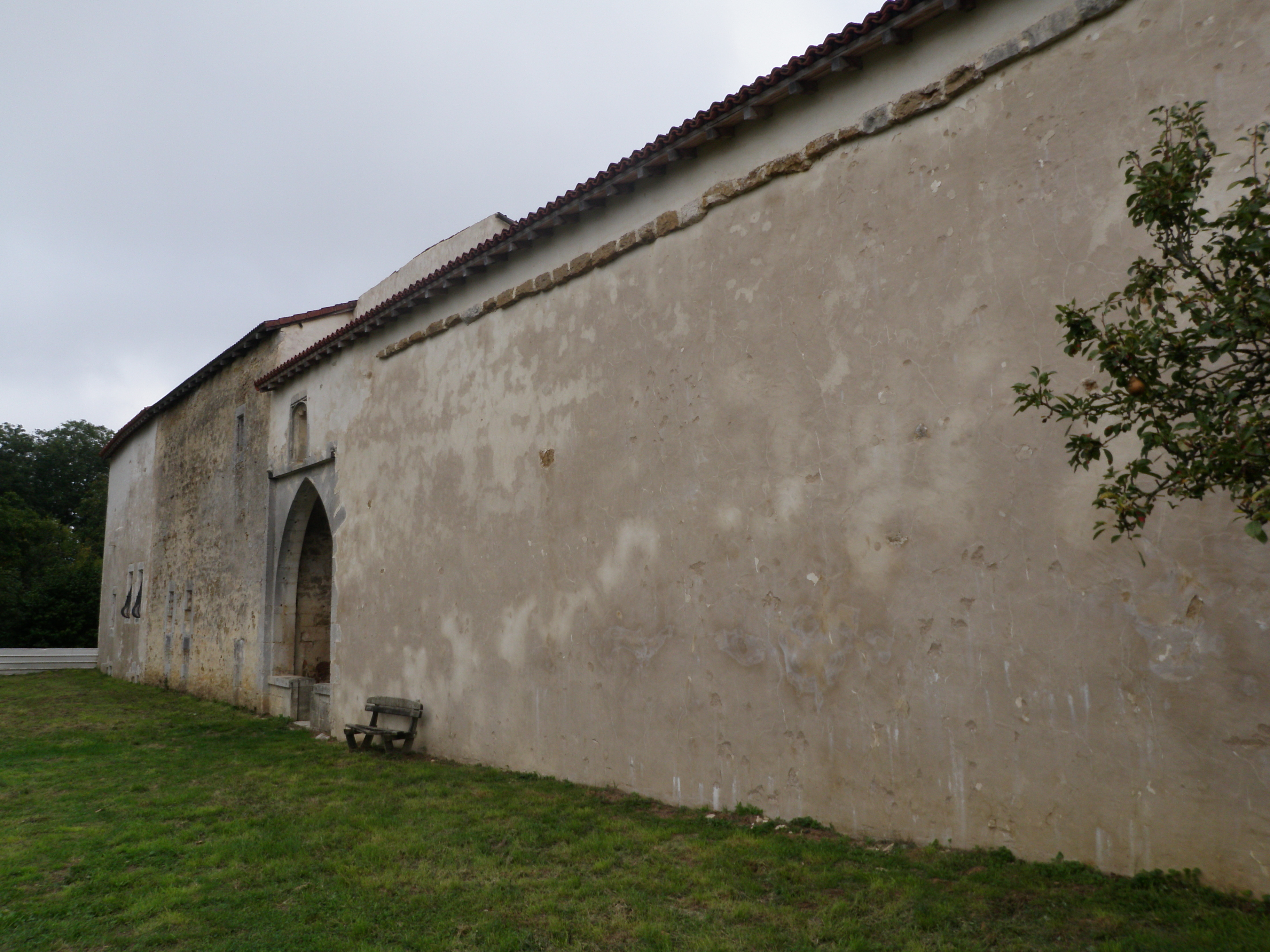
Remparts sud
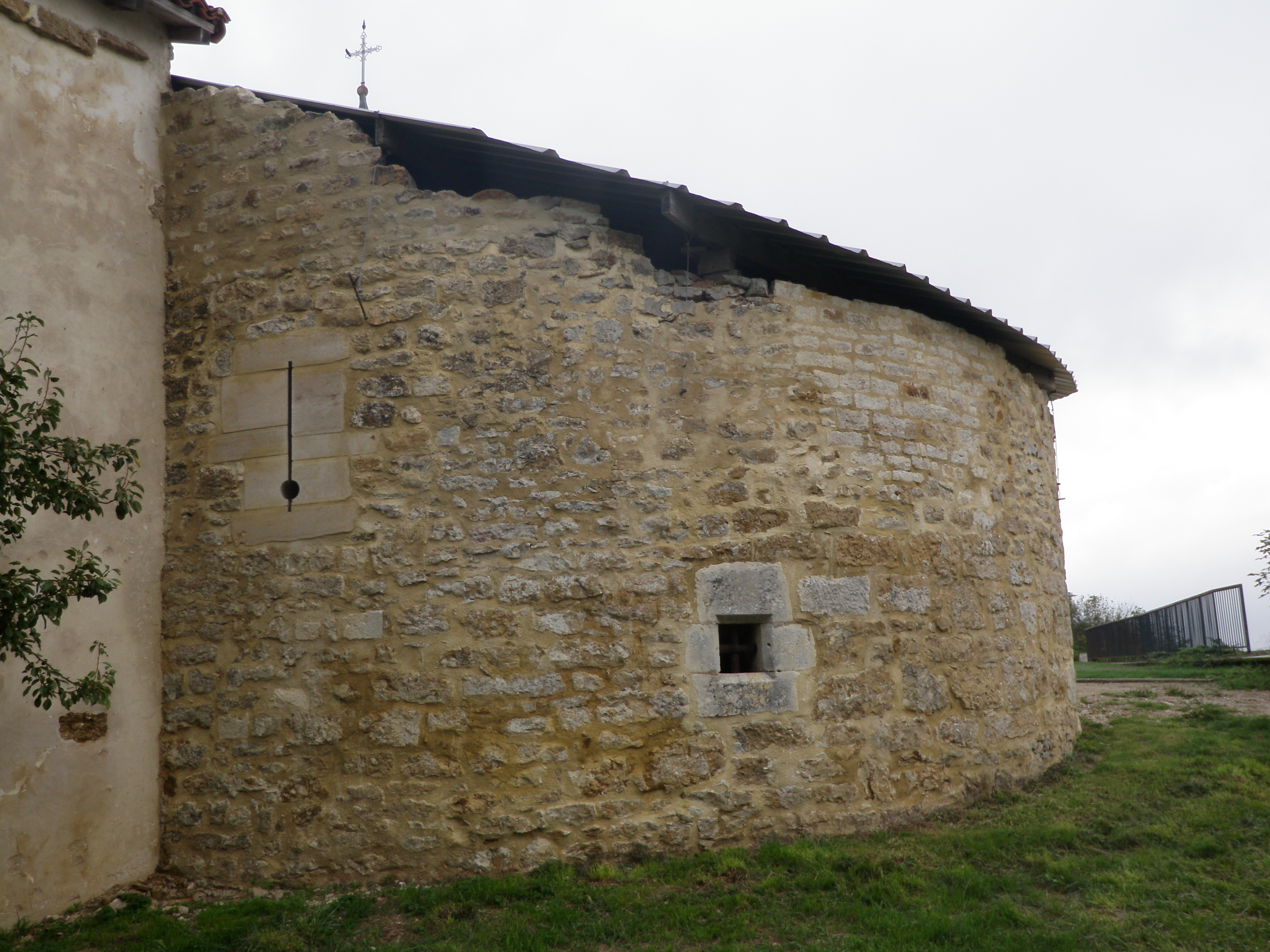
Tour sud-est
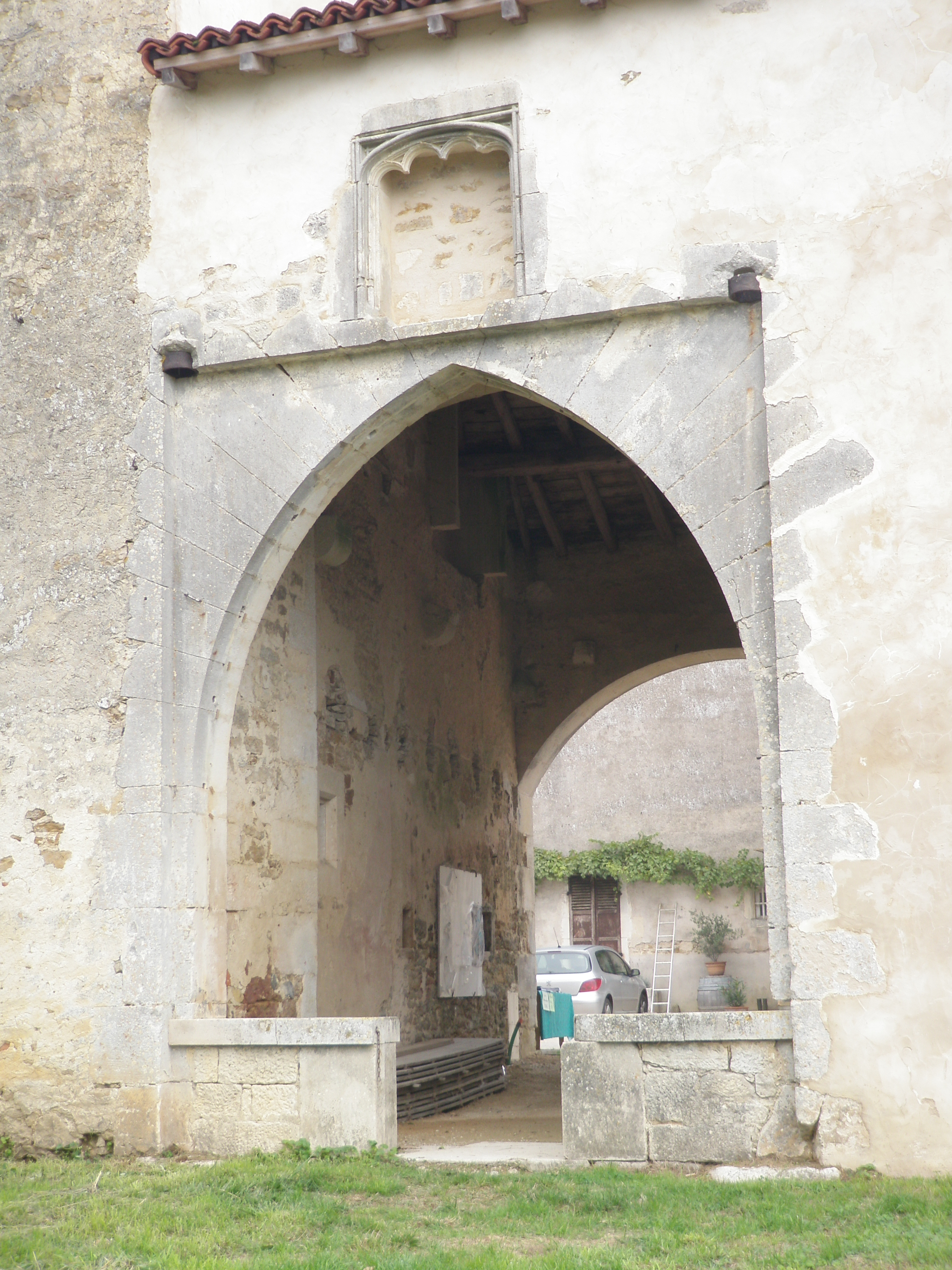
Portail sud (côté extérieur)
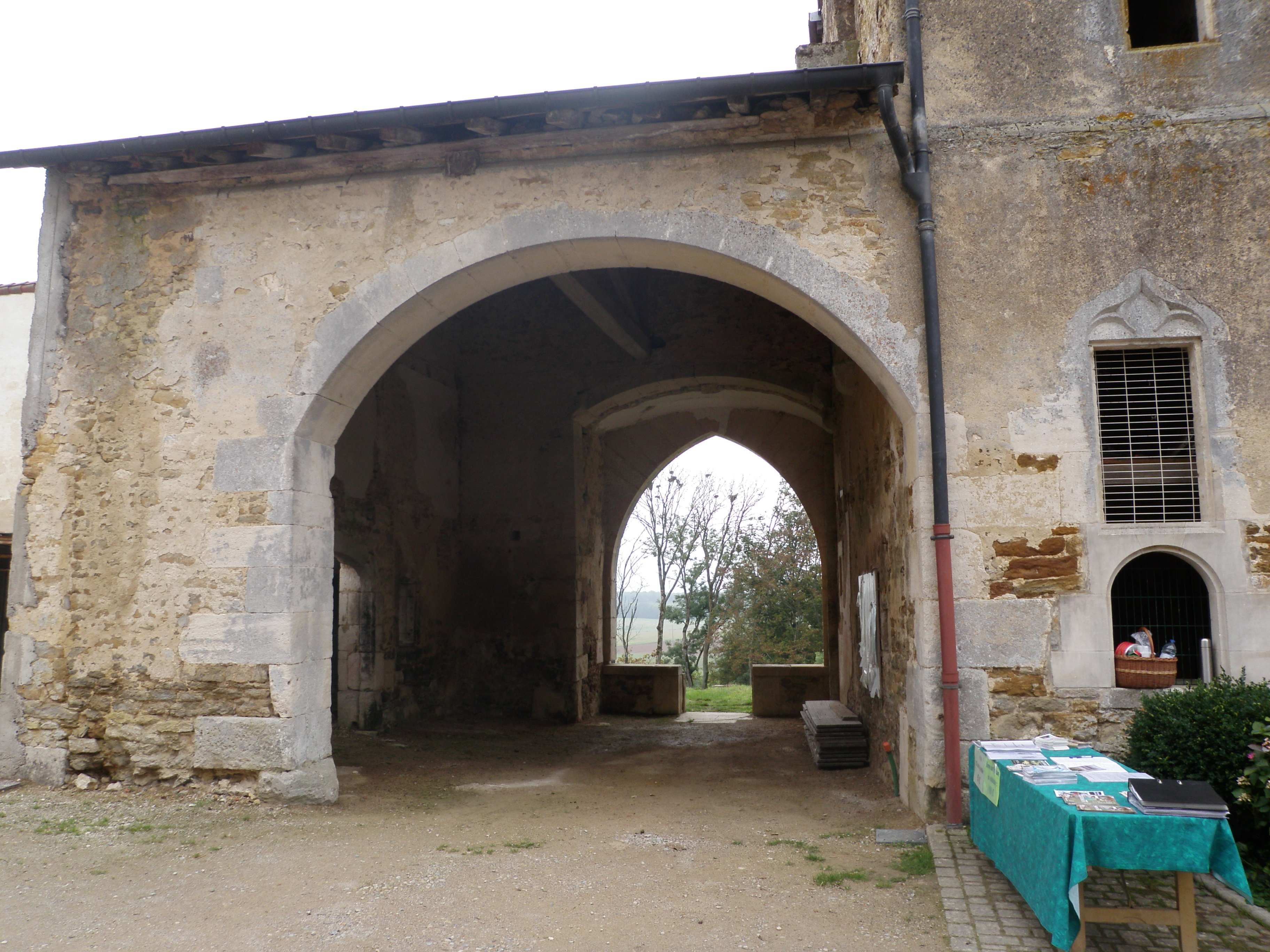
Portail sud (côté intérieur)
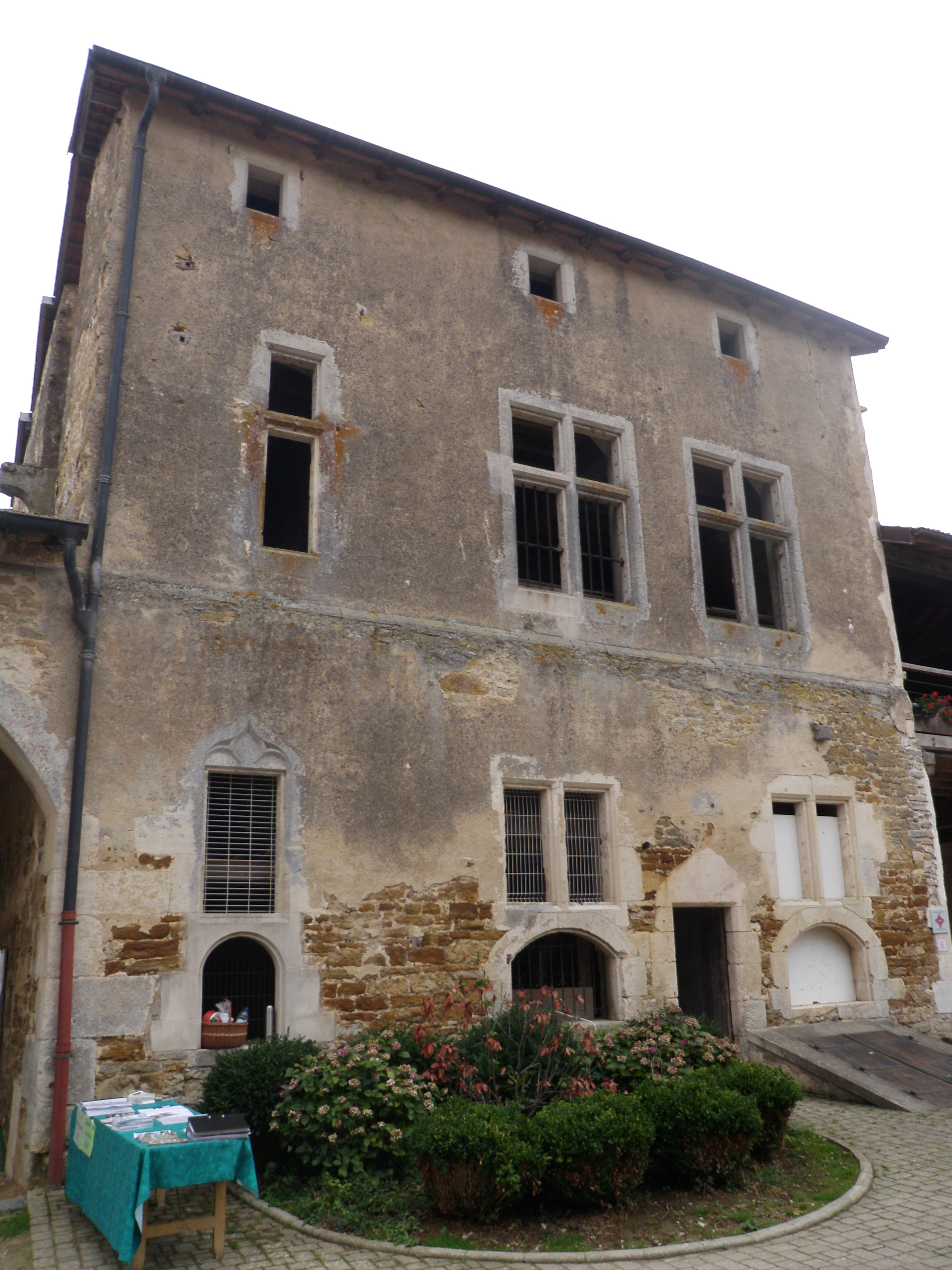
Bâtiment renaissance